# Bazylika Wniebowzięcia Najświętszej Maryi Panny w Zwolle
Bazylika Wniebowzięcia Najświętszej Maryi Panny (nid. Basiliek van Onze-Lieve-Vrouw-ten-Hemelopneming) – rzymskokatolicka świątynia znajdująca się w holenderskim mieście Zwolle. 

## Historia
W 1393 rozpoczęto budowę kaplicy, ufundowanej w testamencie przez radnego Gerardusa van Spoeldego. 26 listopada 1399 świątynia została konsekrowana przez bpa Hubertusa Schencka, miała wielkość prezbiterium dzisiejszej bazyliki. Do roku 1417 rozbudowano ją o transept i część nawy. Reszta nawy powstała w latach 1452–1454, w następnych latach wykonano wyposażenie wnętrza. W 1463 rozpoczęto budowę wieży, w 1483 zawieszono sześć dzwonów wykonanych przez Geerta van Woua. W 1498 założono 20-osobowy chór męski wykonujący chorał gregoriański. Najwyższą kondygnację wieży wzniesiono w latach 1538–1540.
1 grudnia 1578 świątynia przeszła w ręce kalwinistów, na dwa lata przed przejęciem sąsiedniego Grote Kerk. Budynek przestał pełnić funkcję sakralne, był użytkowany jako pracownia organowa przez synów Arpa Schnitgera, był schronieniem podczas powodzi rzeki IJssel, wykorzystywano go również na cele wojskowe m.in. jako strzelnica czy magazyn.
Status katolików zmienił się po rewolucji francuskiej, w 1809 król Ludwik Bonaparte przywrócił świątynię do kultu religijnego jako kościół katolicki. Po drobnym remoncie w 1811 odprawiono pierwszą mszę. Wieża pozostała jednak własnością miasta. W 1815 hełm wieży został zniszczony przez pożar, w 1828 zastąpiono go miedzianym dachem. W latach 1870–1871 dobudowano dwie nawy boczne, nadając świątyni układ bazylikowy; rozebrano je podczas restauracji z lat 1975–1980. 18 października 1999 papież Jan Paweł II wyniósł kościół do godności bazyliki mniejszej.

## Architektura i wyposażenie
Świątynia jednonawowa, z transeptem. Reprezentuje styl późnogotycki, wnętrze ma cechy neogotyku. Wieża kościelna, znana jako Peperbus, ma wysokość 75 m. Na wysokości 51 m urządzono taras widokowy, prowadzi na niego 236 stopni schodów. W bazylice znajduje się szkatuła z 1674 ze szczątkami Tomasza à Kempisa, przypuszczalnego autora popularnej książki-poradnika O naśladowaniu Chrystusa. Przy północnej ścianie nawy ustawiono figurę św. Jana Chrzciciela z 1614 roku. Chrzcielnicę zaprojektował w 1871 roku Friedrich Wilhelm Mengelberg i wyrzeźbił w następnym roku Gerard Brom. Organy ufundowała w 1894 rodzina Heerkensów-van Sonsbeecków, wykonał je warsztat Michaëla Maarschalkerweerda. Na wieży kościoła wisi dzwon z 1484 o średnicy 124 cm i dzwon z 1714 o średnicy 157,6 cm, wchodzą one w skład 42-dzwonowego karylionu, uzupełnionego odlewami John Taylor & Co z 1929, w tym trzema dzwonami bujanymi o średnicach: 116,7, 104,1 i 91,6 cm.

## Galeria

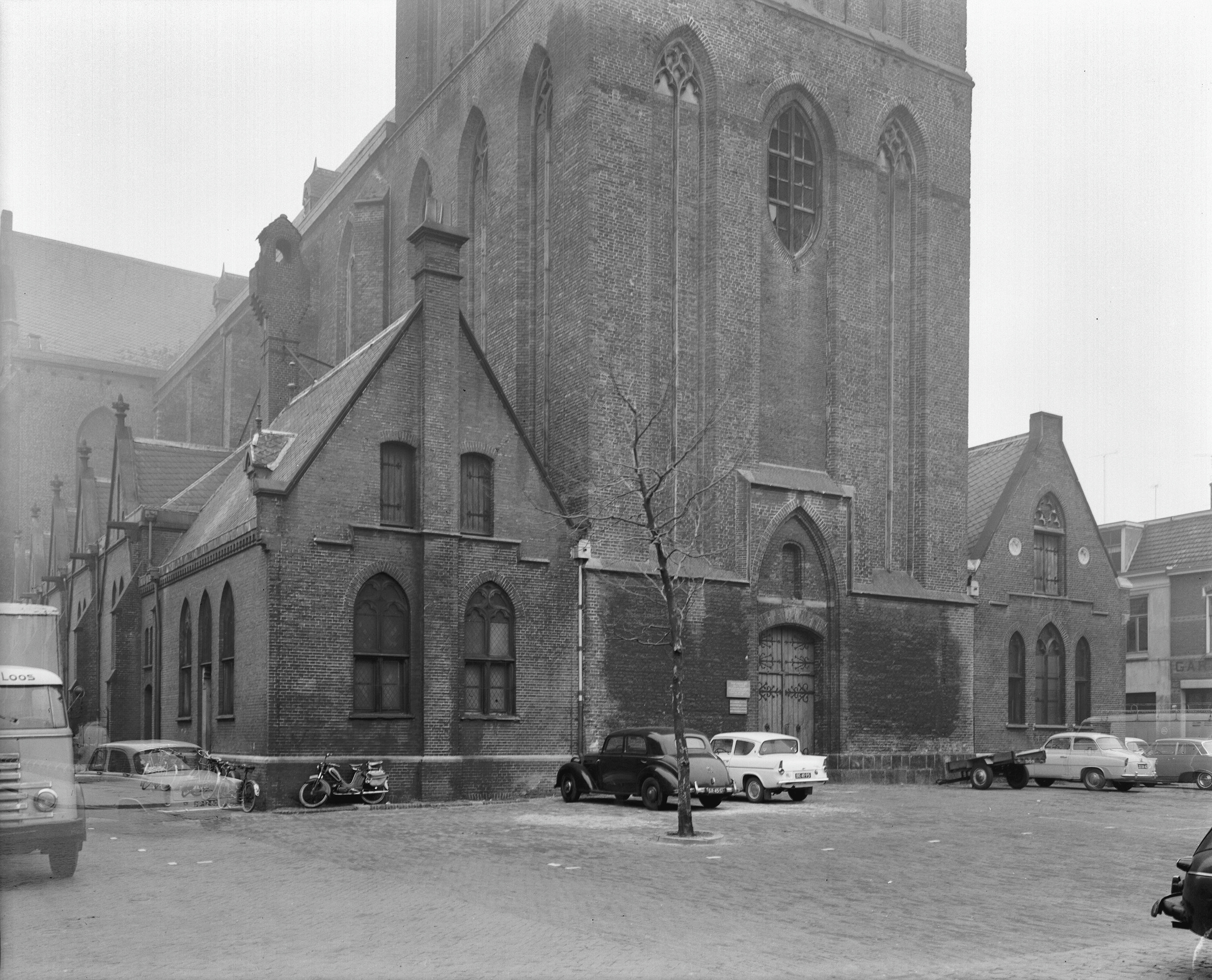
Kościół z neogotyckimi nawami bocznymi, 1963
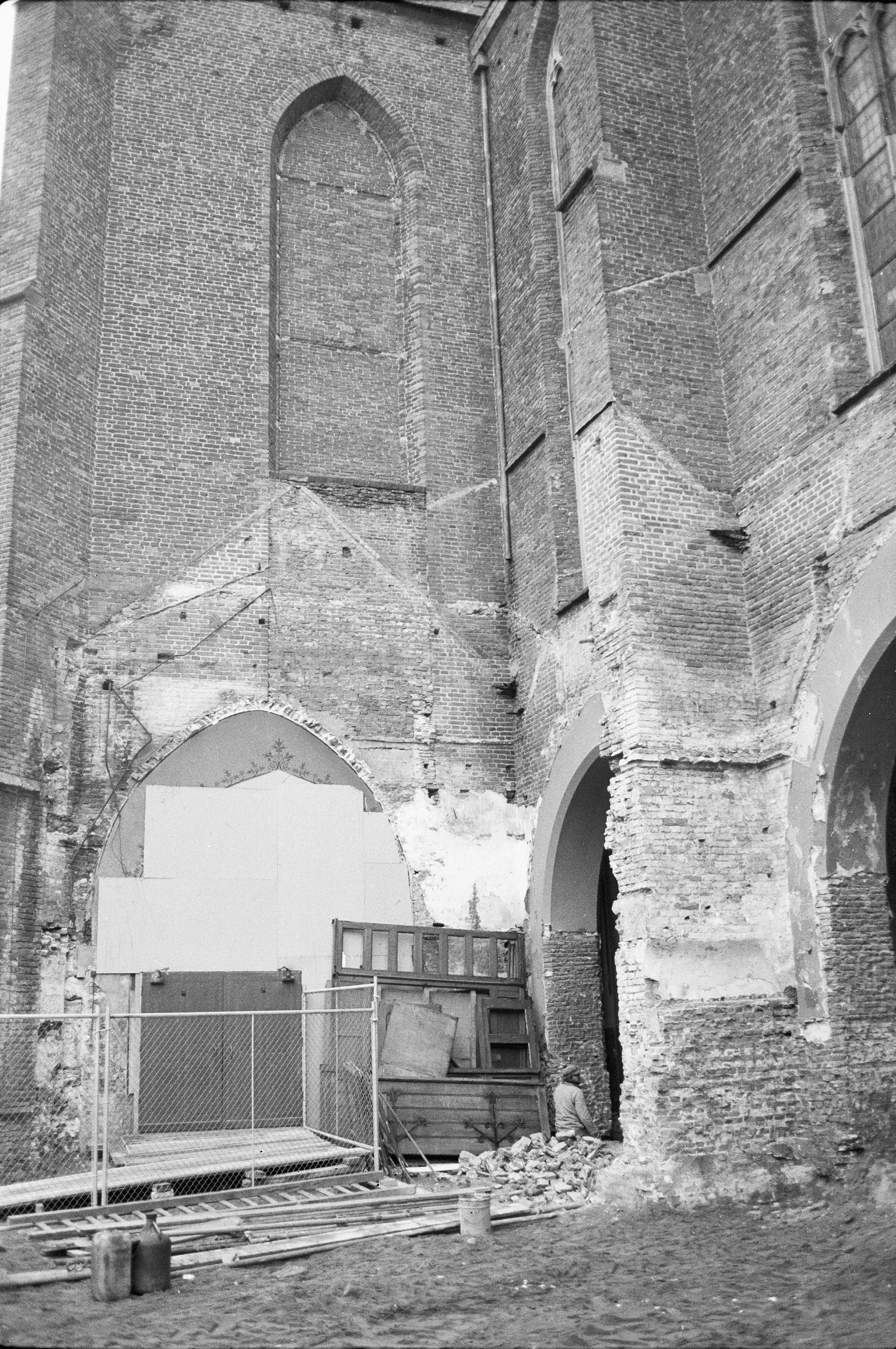
Widok po rozbiórce naw bocznych, 1976
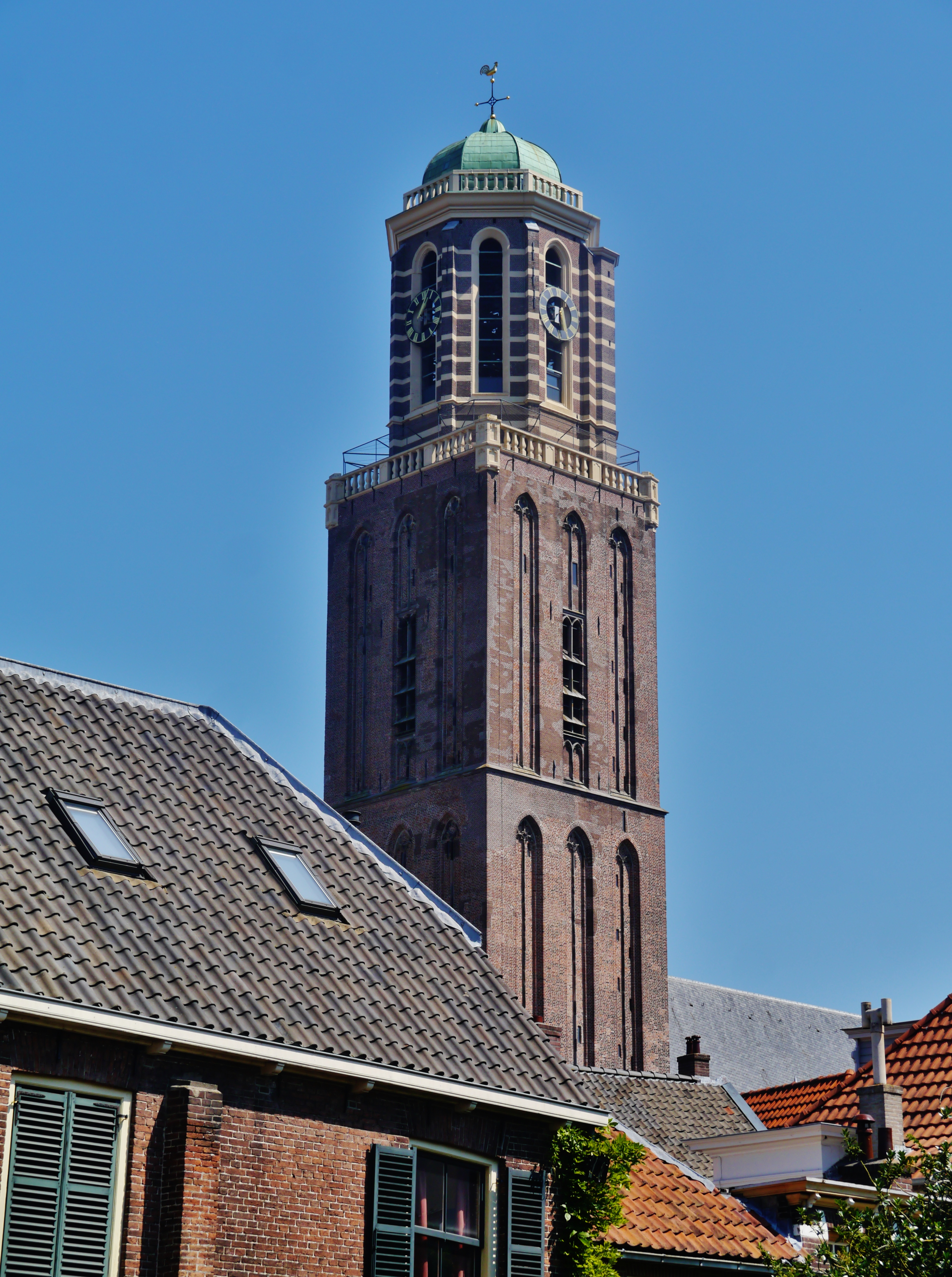
Wieża Peperbus
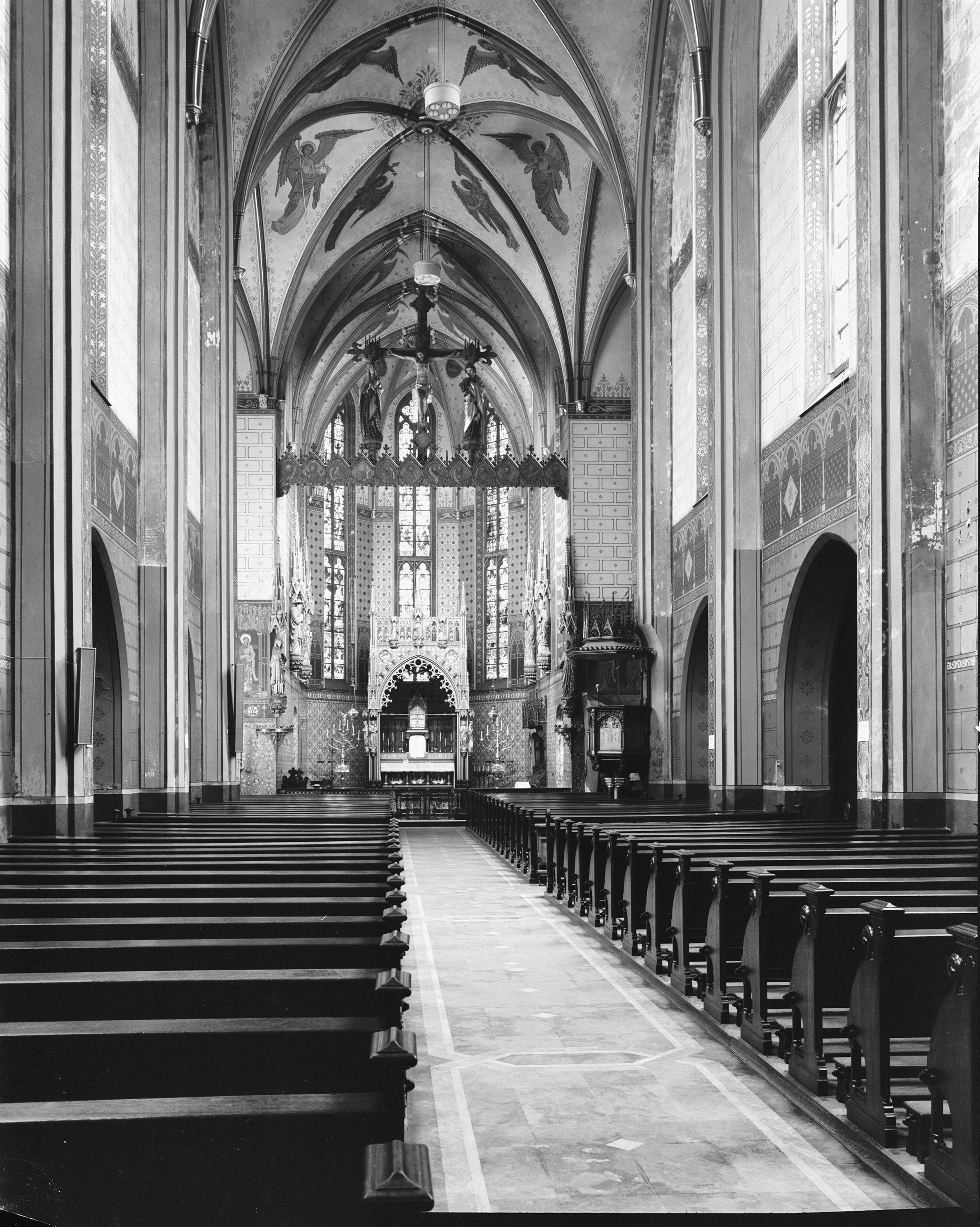
Wnętrze w 1963
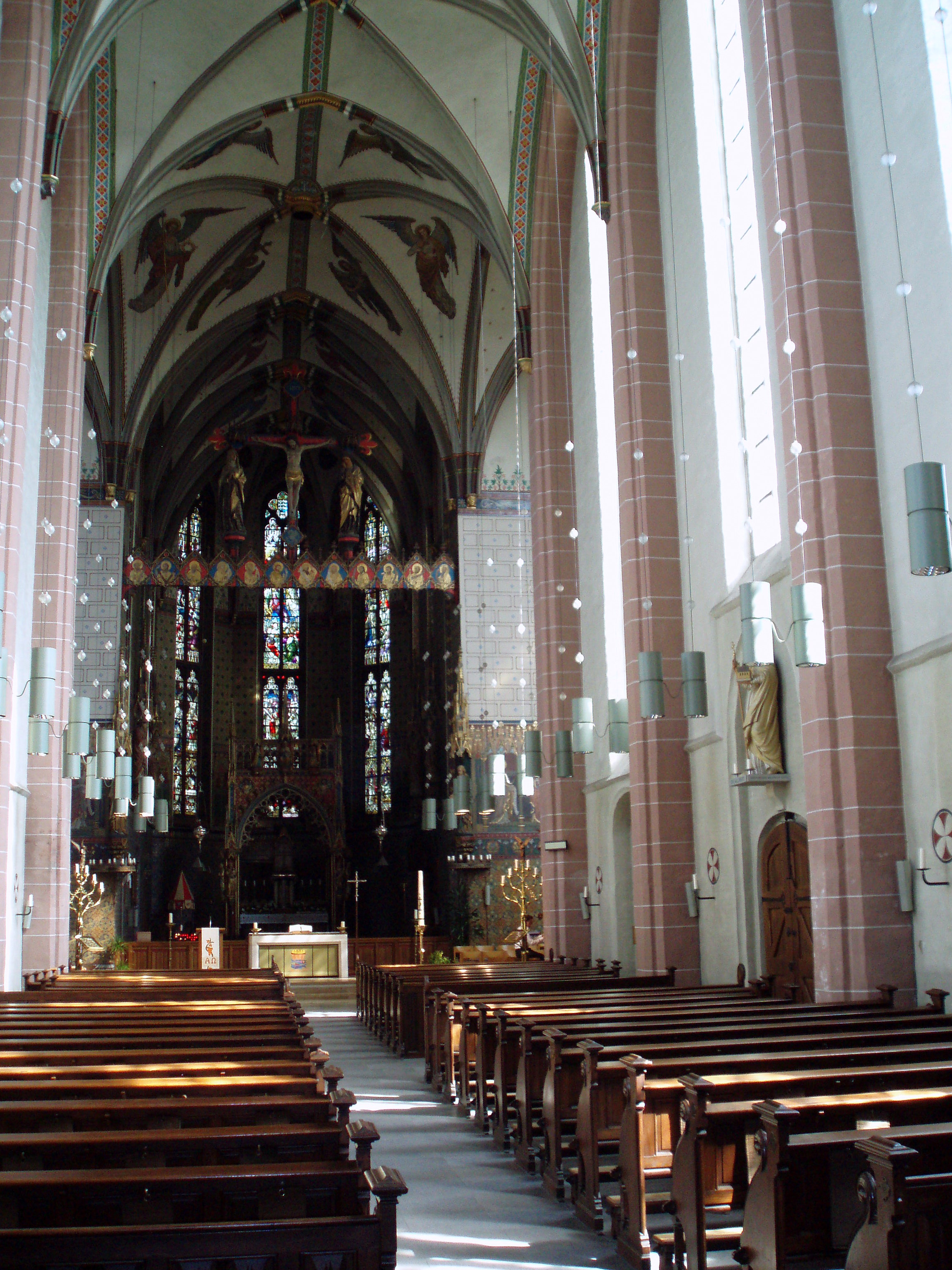
Wnętrze w 2007
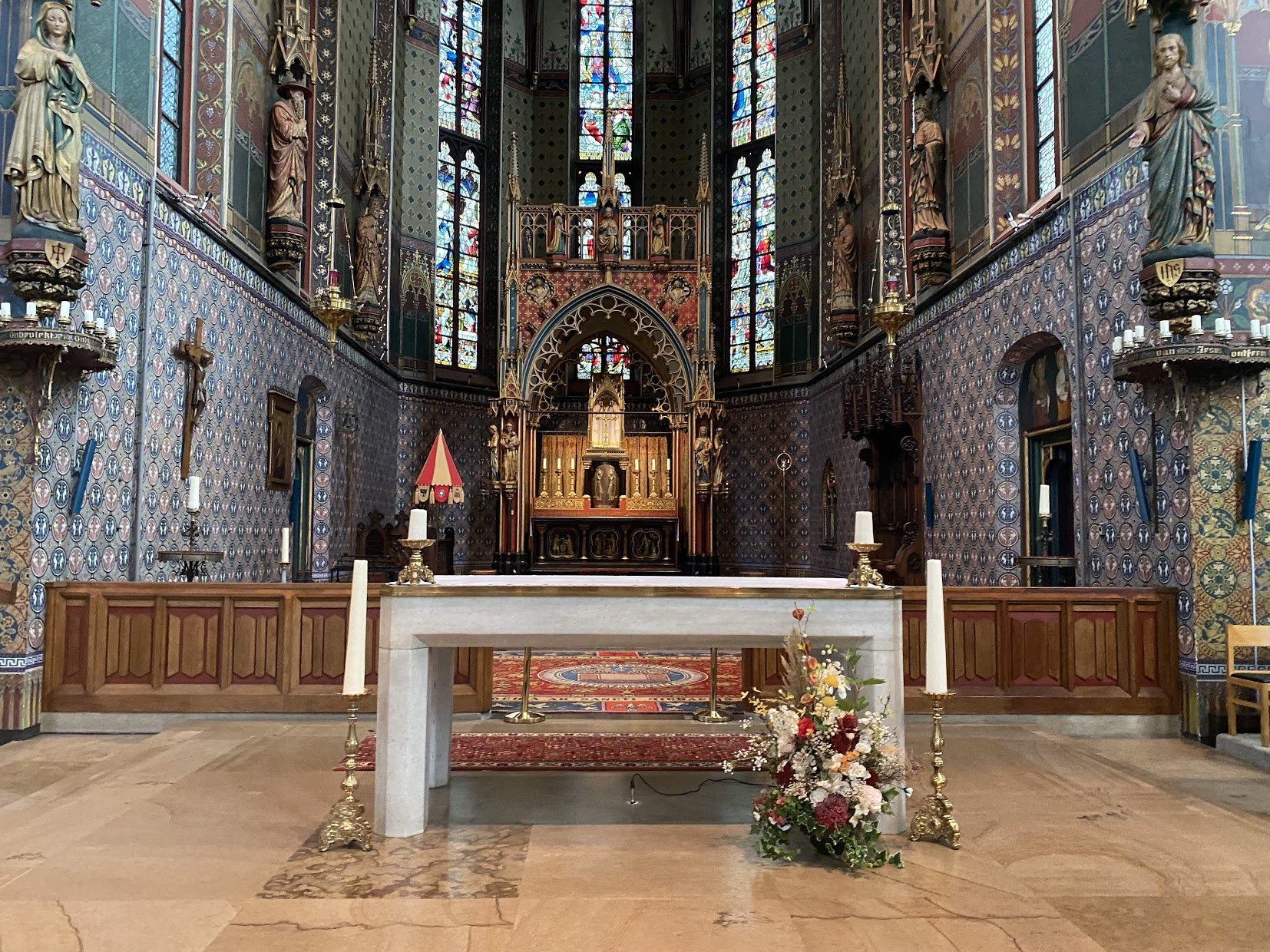
Prezbiterium
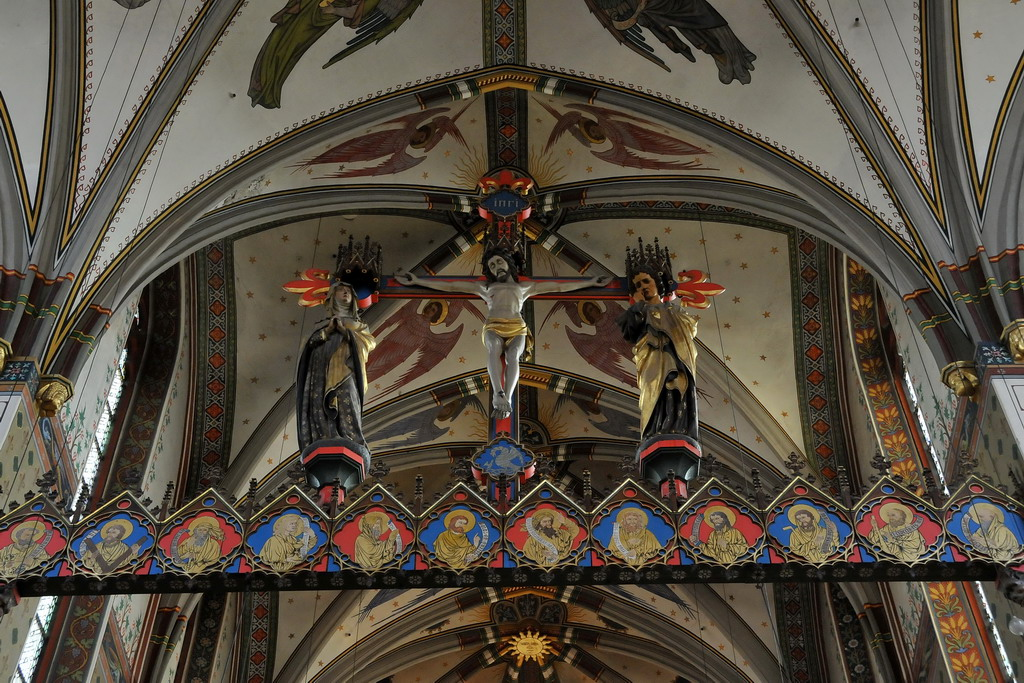
Belka tęczowa z krucyfiksem
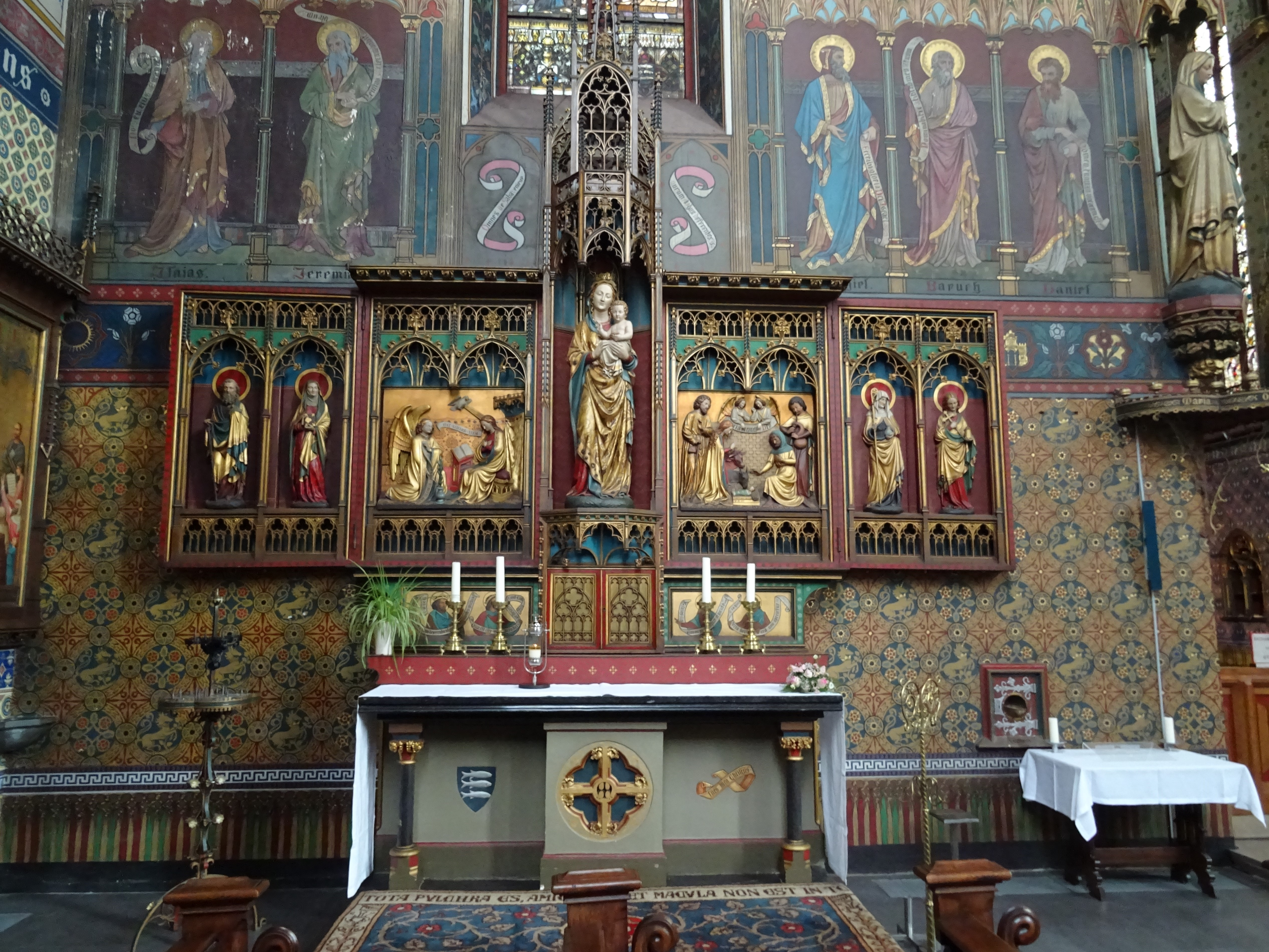
Ołtarz w transepcie
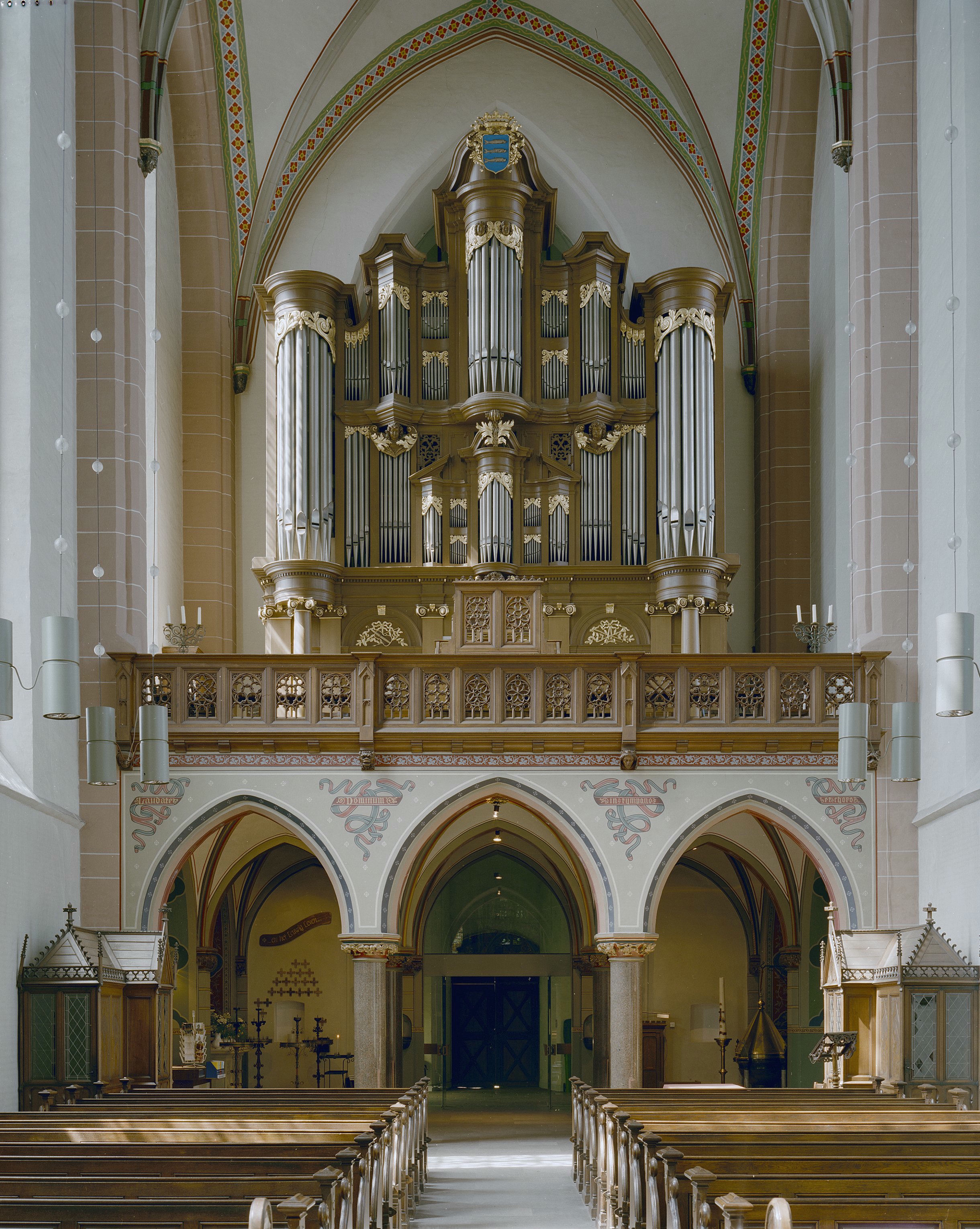
Empora i organy